# Shejkens son
Shejkens son är en amerikansk stumfilm från 1926.

## Handling
Filmen är uppföljare till Shejken från 1921. Ahmed, den vuxne sonen till Schejk Ahmed ben Hassan (Valentino spelade båda rollerna) är precis lika impulsiv som sin far. Ahmed blir kidnappad av danserskan Yasmines far, han befrias dock av sin lojale tjänare Ramadan och därefter kidnappar Ahmed i sin tur Yasmin.

## Om filmen
Filmen är Valentinos sista film, och anses av en del vara hans bästa film.

## Rollista (i urval)
- Rudolph Valentino - Ahmed, schejkens son/Sheik Ahmed Ben Hassan
- Vilma Banky - Yasmin, Andrés dotter
- George Fawcett - André
- Montagu Love - Ghaba
- Karl Dane - Ramadan
- Bull Montana - Ali
- Bynunsky Hyman - Pincher
- Agnes Ayres - Diana, schejkens hustru